# Le Mans Métropole
Pour les articles homonymes, voir CUM.
Le Mans Métropole est une communauté urbaine, située dans le département de la Sarthe et la région Pays de la Loire.
En dépit de son nom, cette structure intercommunale ne constitue pas une métropole au sens de la réforme des collectivités territoriales françaises et de l’acte III de la décentralisation.

## Historique
La communauté urbaine du Mans (CUM) a été créée par décret n° 71-922 du 19 novembre 1971, prenant effet le 1er janvier 1972.
La ville de Mulsanne rejoint la communauté le 1er janvier 2004. C'est à cette occasion, le 18 mai de la même année, que le changement de nom de la communauté urbaine est effectué.
Le Mans Métropole s'est agrandie le 1er janvier 2013 de cinq nouvelles communes : Aigné, Saint-Saturnin et La Milesse (constituant jusqu'alors à elles trois la communauté de communes de l'Antonnière) ainsi que Ruaudin et Champagné.
En décembre 2015, les élus du Mans Métropole acceptent l'idée de l'entrée de cinq nouvelles communes issues de la communauté de communes du Bocage Cénomans (Chaufour-Notre-Dame, Fay, Trangé, Pruillé-le-Chétif et Saint-Georges-du-Bois). Après l'accord des différents conseils municipaux, ces communes intègrent la communauté urbaine au 1er janvier 2017.
Le 1er janvier 2023, Fatines intègre l'intercommunalité.

## Territoire communautaire

### Géographie
Située au centre  du département de la Sarthe, l'intercommunalité Le Mans Métropole regroupe vingt communes et couvre une superficie de 272,5 km2.

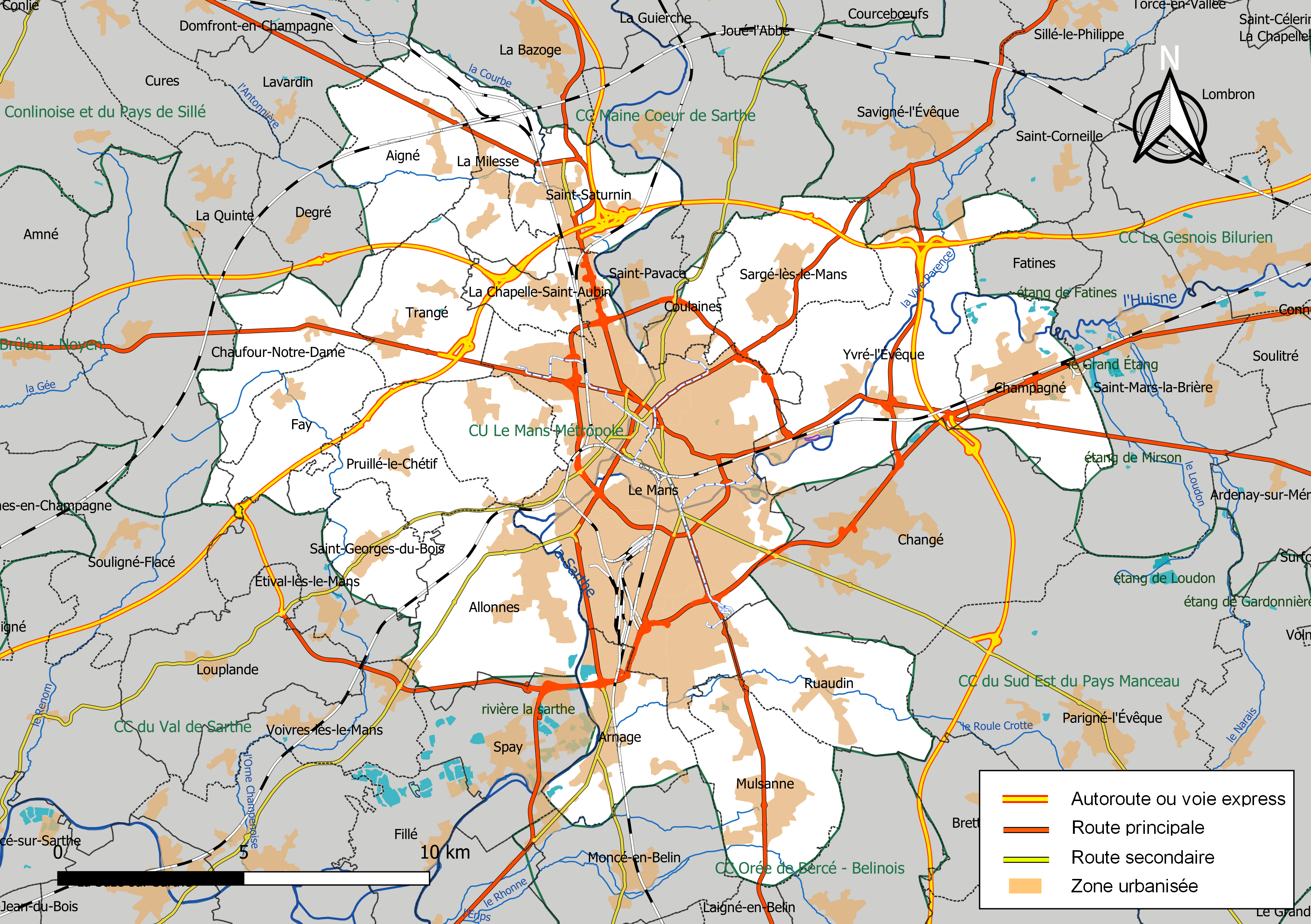
Carte de l'intercommunalité ce Mans Métropole au 1er janvier 2019.

### Composition

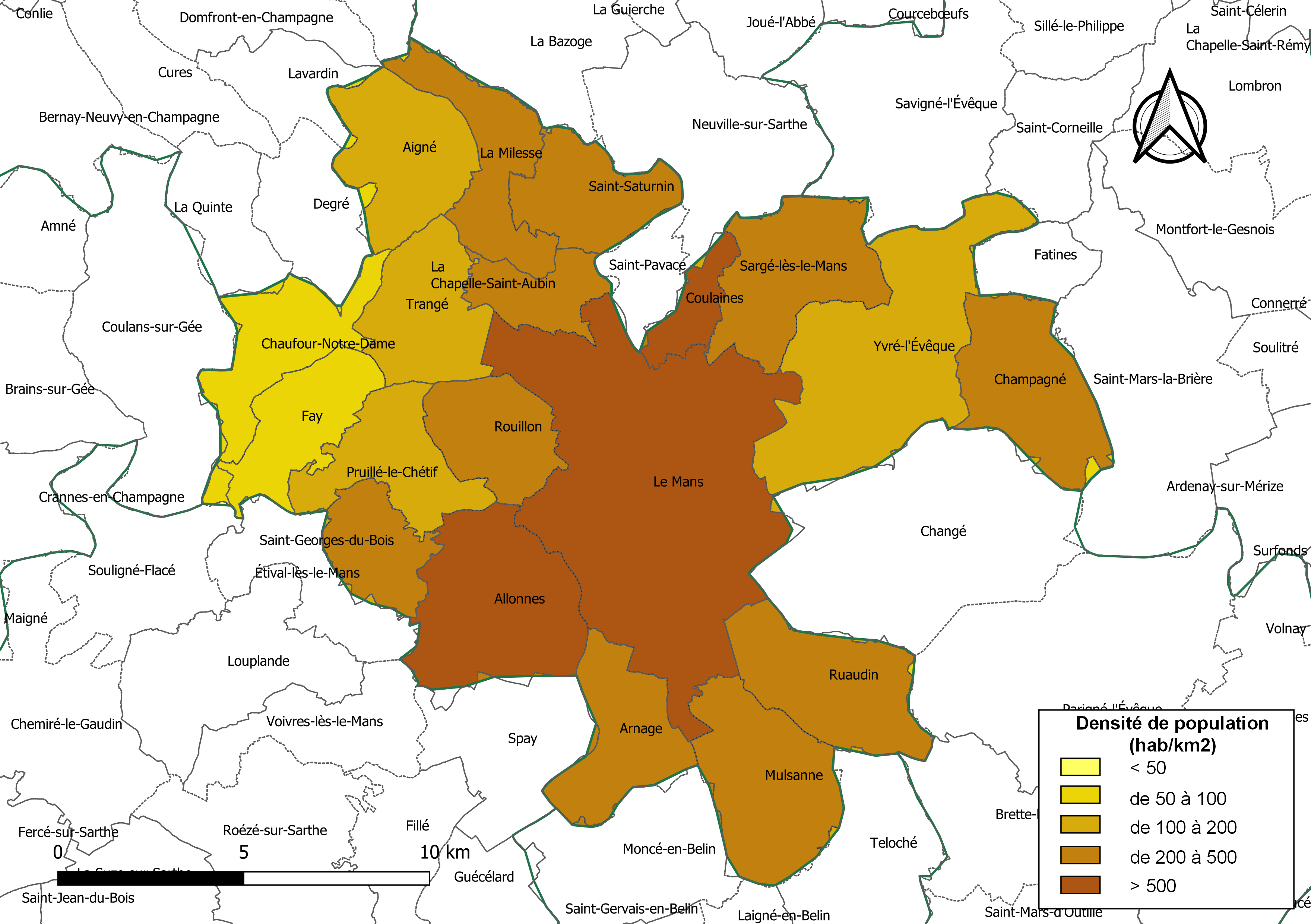
Carte des densités de population (millésimée 2016) des communes de l'intercommunalité Le Mans Métropole. Composition en communes au 1er janvier 2019.

La communauté urbaine est composée des vingt communes suivantes :

| Nom                     | Code Insee | Gentilé         | Superficie (km2) | Population (dernière pop. légale) | Densité (hab./km2) |
| ----------------------- | ---------- | --------------- | ---------------- | --------------------------------- | ------------------ |
| Le Mans (siège)         | 72181      | Manceaux        | 52,81            | 145 182 (2022)                    | 2 749              |
| Aigné                   | 72001      | Aignéens        | 12,59            | 1 681 (2022)                      | 134                |
| Allonnes                | 72003      | Allonnais       | 18,07            | 10 740 (2022)                     | 594                |
| Arnage                  | 72008      | Arnageois       | 10,76            | 5 463 (2022)                      | 508                |
| Champagné               | 72054      | Champagnéens    | 13,94            | 3 680 (2022)                      | 264                |
| La Chapelle-Saint-Aubin | 72065      | Capellaubinois  | 5,93             | 2 252 (2022)                      | 380                |
| Chaufour-Notre-Dame     | 72073      | Calidofourniens | 11,19            | 1 164 (2022)                      | 104                |
| Coulaines               | 72095      | Coulainais      | 3,93             | 8 049 (2022)                      | 2 048              |
| Fatines                 | 72129      | Fatinois        | 5,44             | 905 (2022)                        | 166                |
| Fay                     | 72130      | Fayard          | 9,48             | 736 (2022)                        | 78                 |
| La Milesse              | 72198      | Milessois       | 10,41            | 2 631 (2022)                      | 253                |
| Mulsanne                | 72213      | Mulsannais      | 15,25            | 5 299 (2022)                      | 347                |
| Pruillé-le-Chétif       | 72247      | Pruilléens      | 10,3             | 1 333 (2022)                      | 129                |
| Rouillon                | 72257      | Rouillonnais    | 9,15             | 2 352 (2022)                      | 257                |
| Ruaudin                 | 72260      | Ruaudinois      | 13,78            | 3 492 (2022)                      | 253                |
| Saint-Georges-du-Bois   | 72280      | Boisgeorgiens   | 7,23             | 2 228 (2022)                      | 308                |
| Saint-Saturnin          | 72320      | Saint-Sanyens   | 9,66             | 2 773 (2022)                      | 287                |
| Sargé-lès-le-Mans       | 72328      | Sargéens        | 13,85            | 3 865 (2022)                      | 279                |
| Trangé                  | 72360      | Trangéens       | 11,11            | 1 639 (2022)                      | 148                |
| Yvré-l'Évêque           | 72386      | Yvréens         | 27,61            | 4 187 (2022)                      | 152                |

Ces villes, en rapport géographique direct avec Le Mans sont un héritage des seize paroisses que comprenait la ville jusqu'à la Révolution. La communauté urbaine du Mans est l'une des plus petites de France par son regroupement de communes. Cependant, cette intercommunalité commence à être supplantée par le syndicat mixte du Pays du Mans. Ce niveau d'intercommunalité particulier vise à regrouper davantage les communes de l'aire urbaine, éloignées du Mans. Ce syndicat mixte permet de mettre en œuvre des moyens concrets pour étendre la zone d'efficacité de Le Mans Métropole, notamment dans le domaine des transports.

### Démographie
| 1968    | 1975    | 1982    | 1990    | 1999    | 2009    | 2014    | 2021    |
| ------- | ------- | ------- | ------- | ------- | ------- | ------- | ------- |
| 176 451 | 200 287 | 201 727 | 203 267 | 206 397 | 202 907 | 206 088 | 209 413 |

## Administration

### Conseil communautaire
Le conseil communautaire est composé depuis 2017 de soixante-quatorze conseillers issus des conseils municipaux des dix-neuf communes membres.
Les délégués sont répartis selon l'importance comme suit :
| Nombre de délégués | Communes                              |
| ------------------ | ------------------------------------- |
| 37                 | Le Mans                               |
| 7                  | Allonnes                              |
| 5                  | Coulaines                             |
| 3                  | Arnage, Mulsanne, Yvré-l'Evêque       |
| 2                  | Champagné, Sargé-lès-le-Mans, Ruaudin |
| 1                  | Les autres communes                   |

### Présidence
Les présidents ont été :
| Période      | Période    | Identité            | Étiquette   | Qualité |
| ------------ | ---------- | ------------------- | ----------- | --- |
| 1972         | 1977       | Jacques Maury       | CD puis CDS | Maire du Mans (1965-1977), sénateur de la Sarthe (1968-1977)                                                                                          |
| 1977         | 1983       | Roland Becdelièvre  | PS          | Ancien ajusteur à la SNCF, conseiller municipal du Mans (1977-1995), conseiller général de la Sarthe (1982-2001)                                      |
| 1983         | 2018 Décès | Jean-Claude Boulard | PS          | Conseiller général de la Sarthe (1976-2001), député de la Sarthe (1988-1993; 1997-2002), maire du Mans (2001-2018), sénateur de la Sarthe (2014-2017) |
| 14 juin 2018 | En cours   | Stéphane Le Foll    | PS          | Maire du Mans (2018-), ancien ministre (2012-2017), ancien député (2012, 2017-2018)                                                                   |

## Transports
Le périmètre des transports urbains s'arrête aux limites de Le Mans Métropole. Cependant, le bassin de vie étant supérieur à ces limites artificielles, Le Mans Métropole a créé le Syndicat mixte des transports de l'agglomération mancelle (SMITAM), un syndicat mixte loi SRU, afin d'étendre la zone de transport vers le périurbain. La communauté de communes des Rives de Sarthe a également intégré le SMITAM le 1er janvier 2011. En outre, une étude est menée afin d'étendre considérablement le périmètre des transports au-delà des limites de Le Mans Métropole. Ce projet est conduit par le Pays du Mans qui se voit attribuer une compétence transport en partenariat avec Le Mans Métropole et le conseil général de la Sarthe. 
Ce projet prévoit une desserte rapide vers Le Mans ainsi qu'un maillage périurbain où l'épine dorsale serait à terme une liaison TER cadencée sur un axe nord-sud et est-ouest,,,.
Concernant le cyclisme urbain, la métropole a ouvert un service de location de vélos à assistance électrique via la Setram (gestionnaire du réseau de transport public) et prépare un réseau express vélo nommé Chronovélo de 315 km pour 2025-2030.

## Urbanisation

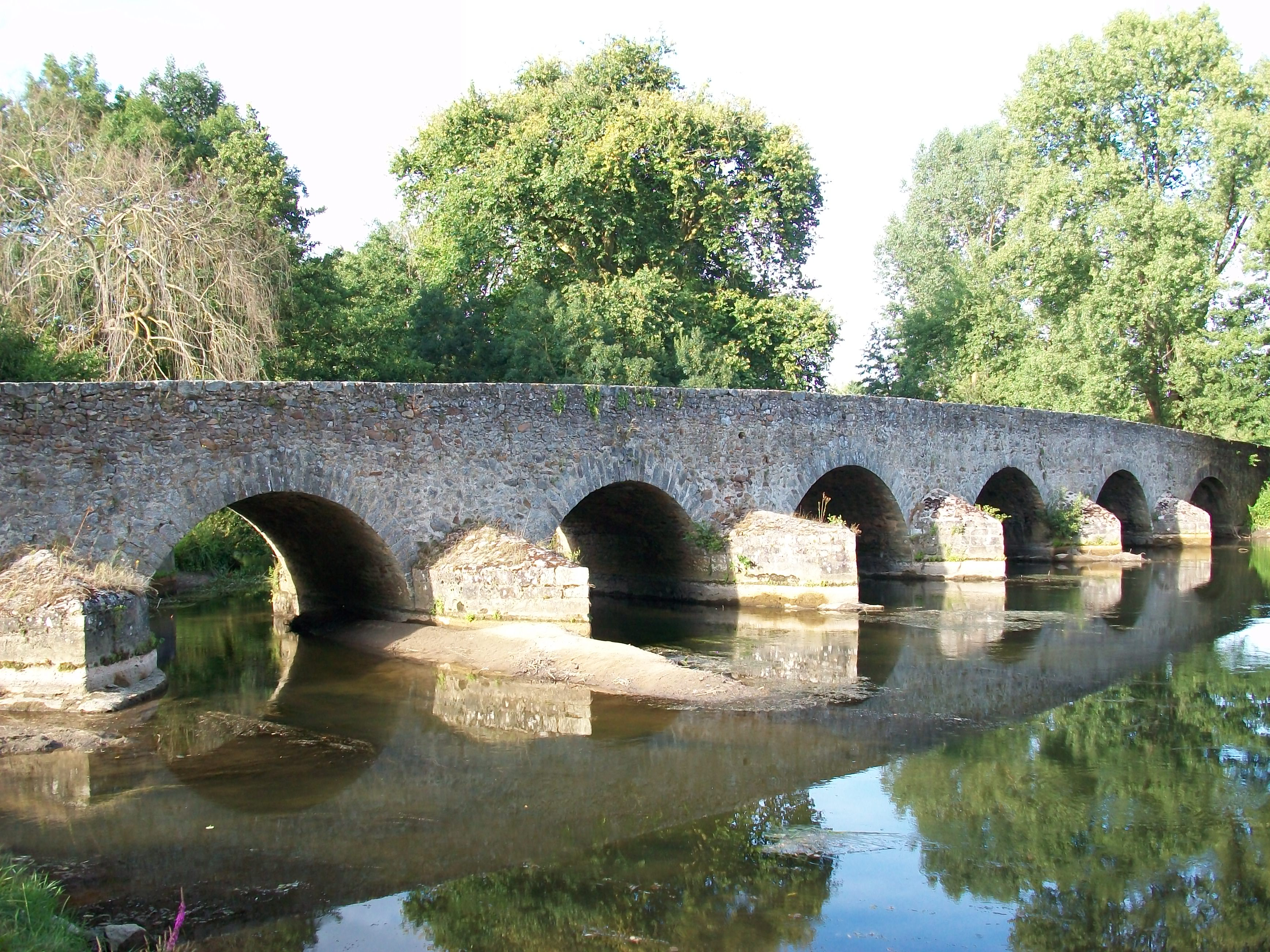
Le Pont roman d'Yvré-l'Évêque.

Les communes de la communauté urbaine ont largement profité des Trente Glorieuses, à l'inverse de la ville-centre. Les communes d'Allonnes et d'Arnage au sud, qui formaient encore des bourgs jusqu'aux années 1960, ont été pleinement intégrées à la communauté urbaine du Mans. Sur ce territoire d'une centaine de kilomètres carrés, l'urbanisation occupe seulement 72 % de l'espace. Les deux communes les mieux intégrées restent les villes de Coulaines par sa proximité directe au secteur nord-est du Mans, ainsi qu'Allonnes qui s'est développée grâce à son statut de ZUP (zone à urbaniser en priorité). Les huit communes contiguës apportent beaucoup au Mans par leur dynamisme en tant que zones tertiaires ou de grandes activités commerciales (La Chapelle-Saint-Aubin ou Saint-Saturnin par leur échangeur autoroutier Le Mans-nord par exemple). Ces 8 communes périphériques regroupaient en 2008 environ 20 % de la population de Le Mans Métropole avec 40 507 habitants.